# Curculin
Curculin ist ein süß schmeckendes Protein, das in den Früchten der einkeimblättrigen malaiischen Pflanze Molineria latifolia (malaiisch Lumbah) aus der Familie der Hypoxidaceae vorkommt. Die Primärstruktur besteht aus 114 Aminosäuren.
Curculin löst auf der menschlichen Zunge einen Süßgeschmack aus, wie auch die Proteine Thaumatin, Mabinlin, Brazzein, Monellin, Pentadin und Miraculin. Seine Süßkraft in Bezug auf Saccharose beträgt das 550-fache in 6,8%iger Lösung. Der durch Curculin herbeigeführte süße Geschmack hält nur wenige Minuten an. Außerdem hat es die Eigenschaft, sauren Geschmack in einen süßen Geschmack zu verwandeln und ist somit ein Geschmackswandler (engl. taste modifier).